# Vasyl' Dmytrovyč Jermylov
Vasyl' Dmytrovyč Jermylov, in ucraino Василь Дмитрович Єрмилов? (Charkiv, 22 marzo 1894 – Charkiv, 6 gennaio 1968), è stato un pittore artista e designer d'avanguardia ucraino.
I suoi generi compresero il cubismo, il costruttivismo e neo-primitivismo.

## Biografia
Nel 1910, Vasyl' Jermylov studiò alla Scuola d'Arte Applicata a Charkiv, seguendo lezioni nello studio di Eduard Steinberg, interessandosi in affresco e mosaico.
Dal 1911-1912 è stato membro del Golubaja Lilija ("Blue Lily") a Charkiv.
Nel 1912 ha frequentato la Scuola di Mosca di Pittura, Scultura e Architettura. Nello stesso anno ha incontrato Vladimir Majakovskij e David Burljuk.
Nel 1913 ha avuto una formazione negli studi di Il'ja Ivanovič Maškov e Pëtr Končalovskij a Mosca.
Nel 1913-1914 è stato membro del gruppo di Budiak, sempre a Charkiv.
Nel 1914 Jermylov ritornò alla Scuola d'Arte Applicata (Charkiv), dove si laureò con un diploma in Pittura Decorativa.
Nel 1918 fonda il gruppo Lega dei Sette, insieme con l'artista Marija Sinjakova. Nello stesso anno ha avuto una mostra con il gruppo Lega dei Sette (Charkiv).
Nel 1919 ha fondato la Industrial Teacher Workshop (Charkiv).
Nel 1920 Jermylov divenne capo dell'Agenzia ucraina per la Propaganda (UKROSTA) dei progetti. Nel 1920 divenne decoratore per il movimento Ucraina Rossa e il Club dell'Armata Rossa (Charkiv).
Nel 1922 è stato cofondatore del Istituto Artistico Tecnico a Charkiv.
Nel 1925 Vasyl' Jermylov divenne membro dell'Associazione dell'Arte rivoluzionaria della Ucraina (ARMU), insieme a David Burljuk, Vadym Meller, Aleksandr Bogomazov, Viktor Palmov e altri.
Nel 1928 Jermylov partecipò alla International Press Exhibition: Pressa, a Colonia, insieme a Lissitzky, Meller e Aleksandr Tyšler.
Nel 1928-1929 è stato direttore artistico della rivista Avantgarde, e ha anche fatto disegni per copertine di libri, illustrazioni per riviste ucraine, e design per interni.
Dal 1944 al 1947 è stato docente presso l'Istituto Nazionale d'Arte a Charkiv.
Dal 1963-1967 Jermylov ha continuato ad insegnare presso l'Istituto d'Arte Nazionale (Charkiv).
Vasyl' Jermylov morì il 6 gennaio 1968 a Charkiv.
Altre fonti hanno danno come sua data di morte come quella del 7 gennaio 1968.

## Opere
Alcune delle opere più importanti sono:
- Manifesti e decorazioni per il primo maggio 1919-1920
- Progetto per la Red Ucraina 1921
- Lavori per la progettazione dello stand ucraino al Salone Mondiale di Grafica d'Arte (Colonia) 1928
- Interior design per Palazzo dei Pionieri, Charkiv 1933-1934
- Interior design dell'edificio di Difesa, Kiev 1935-1936

Nel 2012 al Museo d'Arte Multimediale a Mosca, si è tenuta una mostra su di lui Vasyl' Jermylov 1894-1968.